# … And You Will Know Us by the Trail of Dead (Album)
… And You Will Know Us by the Trail of Dead ist das selbstbetitelte Debütalbum der texanischen Band … And You Will Know Us by the Trail of Dead. Es wurde im Juli 1997 aufgenommen und am 20. Januar 1998 über das Label Trance Syndicate Records veröffentlicht. Das Artwork des Covers wurde von Conrad Keely entworfen.

## Titelliste
1. Richter Scale Madness – 3:44
2. Novena Without Faith – 8:24
3. Fake Fake Eyes – 2:42
4. Half of What – 3:06
5. Gargoyle Waiting – 6:50
6. Prince With a Thousand Enemies – 3:58
7. Ounce of Prevention – 3:17
8. When We Begin to Steal... – 7:47

## Rezension
Auf allmusic.com erhielt das Debütalbum der Band 4 von 5 Sternen. Die Band befinde sich mit ihrer Musik irgendwo zwischen The Who und einem in ein Düsentriebwerk geschleuderten Mixer voller Bolzen („...somewhere between the Who and chucking a whirring blender full of bolts straight into a jet engine.“). Das Album sei ein beißender, zappeliger Aufschrei, der beinahe über seine durch und durch vorhandene Intelligenz hinwegtäusche („...this self-titled debut album is a caustic, fidgety yelp that almost belies its out-and-out intelligence.“).

## Besetzung
- Conrad Keely
- Jason Reece
- Kevin Allen
- Neil Busch